# Jesse M. Martin

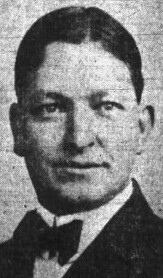
Jesse M. Martin (1909)

Jesse M. Martin (* 1. März 1877; † 22. Januar 1915) war ein US-amerikanischer Politiker und im Jahr 1909 für drei Tage kommissarisch Gouverneur des Bundesstaates Arkansas.
Über das Leben von Jesse M. Martin gibt es kaum Quellen. Sicher ist, dass er im Januar 1909 für drei Tage als Gouverneur von Arkansas amtierte. Der Hintergrund waren einige Turbulenzen innerhalb der Legislaturperiode zwischen 1907 und 1909. Im Jahr 1906 war John Sebastian Little zum neuen Gouverneur gewählt worden. Dieser trat sein Amt im Januar 1907 an und musste schon im Februar nach einem Nervenzusammenbruch zurücktreten. Der damalige Senatspräsident John Isaac Moore amtierte dann bis zum 14. Mai 1907 als Gouverneur. An diesem Tag endete die Legislaturperiode des Senats von Arkansas. Xenophon Overton Pindall wurde Präsident des neu gewählten Senats und damit auch amtierender Gouverneur. Als Senatspräsident musste er die Amtszeit von John Little, die noch bis Januar 1909 lief, beenden. Pindall amtierte zwischen dem 14. Mai 1907 und dem 11. Januar 1909 als Gouverneur von Arkansas.
Am 11. Januar 1909 endete Pindalls Zeit als Senatspräsident und damit auch jene als amtierender Gouverneur. Zu diesem Zeitpunkt fehlten genau drei Tage bis zum Amtsantritt des gewählten Gouverneurs George Donaghey. Diese drei Tage musste der neue Senatspräsident Jesse Martin überbrücken. Daraus ergibt sich, dass Martin nicht nur Mitglied, sondern Präsident des Staatssenats von Arkansas war. Paradox ist, dass die zweijährige Amtszeit, in die John Little 1906 gewählt wurde, von insgesamt vier verschiedenen Gouverneuren bewältigt werden musste.